# 202 (số)
202 (hai trăm linh hai) là một số tự nhiên ngay sau 201 và ngay trước 203.